# Boeing Model 40

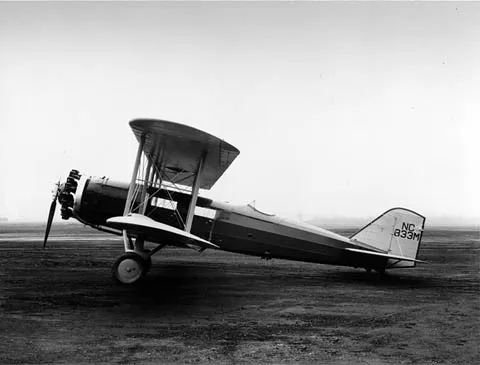
Boeing Model 40

De Boeing Model 40 of Model 40A was een Amerikaans vliegtuig uit de jaren 20 van de twintigste eeuw. Het werd gebruikt voor het vervoer van luchtpost, maar was ook het eerste toestel van Boeing dat gebruikt werd om passagiers te vervoeren.
De Model 40 maakte haar eerste vlucht op 20 juli 1925, en werd op 1 juli 1927 in gebruik genomen door Boeing's luchtvaartmaatschappij Boeing Air Transport op de route San Francisco - Chicago.
De romp was gemaakt van staal met een bedekking van aluminium en hout. Het toestel kon maximaal 2 passagiers en 544 kilo post vervoeren. Toen in februari 1932 de productie werd stilgelegd waren er 77 exemplaren gebouwd in 9 varianten.

## Technische gegevens
- Lengte: 10,12 m
- Breedte: 13,47 m
- Hoogte: 3,74 m
- Vleugeloppervlak: 50,82 m²
- Leeggewicht: 1605 kg
- Maximumsnelheid: 206 km/u
- Kruissnelheid: 169 km/u
- Vliegbereik: 1046 km